# Francesco Di Cristina
Francesco Di Cristina (Riesi, 18 luglio 1896 – Riesi, 19 marzo 1961) è stato un mafioso italiano, padre di Giuseppe Di Cristina  anch'esso boss mafioso della Famiglia di Riesi..

Francesco Di Cristina.

Soprannominato U Zi' Ciccu, fu un padrino della mafia legato a Calogero Vizzini, Giuseppe Genco Russo e Michele Navarra.

## Biografia
Fu il quarto dei cinque figli di Giuseppe e Angelina Capizzi.
A vent'anni fu arrestato con un compaesano, entrambi accusati di essere gli autori del sequestro Liotta, figlio di un noto e ricco industriale di Licata. 
Si sposò con sua cugina Rosina, dalla quale ebbe quattro figli: Giuseppe, Antonio, Salvatore e Angelo.
Morì a causa dell'asma all'età di 64 anni, il 19 marzo 1961.